# 村上昂輝
村上 昂輝（むらかみ こうき、1994年8月10日 - ）は、サンテレビジョンのアナウンサー。

## 来歴・人物
兵庫県神戸市出身で幼少期から大学生のころまではサンテレビジョンの番組を視聴していた。兵庫県立須磨東高等学校時代には野球部に所属した。
関西学院大学卒業後、香川県にある日本テレビ系列の西日本放送へ入社した。同期のアナウンサーは、松田愛里と石井奏美である。
2020年にはスポーツ中継や野球中継に携わりたいという思いから、出身地である兵庫県に本社を置くサンテレビジョンへ移籍した。その後は主にスポーツアナウンサーとして『サンテレビボックス席』などで実況やリポーターを務めている。趣味はスポーツ観戦や映画鑑賞で、兵庫県のおすすめスポットとしてメリケンパークや淡路サービスエリア、太陽公園を挙げている。
阪神タイガース投手の村上頌樹（むらかみしょうき）が一軍の先発ローテーションに初めて定着した2023年には、彼の登板試合を『サンテレビボックス席』で随時実況しているほか、『熱血!!タイガース党』（プロ野球のオフシーズンを中心に放送する阪神関連の情報番組）内での企画では自身と村上投手との名前の読みが非常に似ているということにちなんだ「村上対談」が実現した。4月29日の東京ヤクルトスワローズ対阪神タイガース戦（明治神宮野球場）では、「阪神の先発投手・村上頌樹がヤクルトの主力打者・村上宗隆と初めて対戦する模様を、『サンテレビボックス席』の中継で村上昂輝が実況する」という事態が生じた。この年の9月14日、阪神タイガースが2005年以来である18年ぶりのセントラル・リーグ優勝を決めた対読売ジャイアンツ（巨人）戦で、試合後は岡田彰布監督への優勝監督インタビューを、またその後の祝勝会ではサンテレビの優勝記念特別番組での「ビールかけ」リポートを担当した。さらに、オリックス・バファローズとの日本シリーズ制覇（11月5日の第7戦で達成）などを経て実施されたハワイ州（アメリカ合衆国）への優勝記念旅行（12月中旬）にもサンテレビを代表して同行した。

## 出演番組

### サンテレビ移籍後
- サンテレビニュース
- サンテレビボックス席（2020年7月18日の阪神対中日の試合後の監督インタビュアーとして出演開始）[3]
- 熱血!タイガース党
  - 2020年度に「党首補佐研修生」として出演を始めた後に、2021年度から（上司の湯浅明彦・先輩で山陰放送出身の橋本航介と同格の）「党首補佐」に昇格。2022年からは、阪神の戦い振りを『サンテレビボックス席』のアーカイブ映像で振り返る「年またぎ」の特別番組（事前に収録したうえで大晦日の深夜から元日の未明にかけて放送）の進行役も任されている（当該項で詳述）。